# Pileotrichius tristiculus
Pileotrichius tristiculus är en skalbaggsart som beskrevs av Ernst Gustav Kraatz 1900. Pileotrichius tristiculus ingår i släktet Pileotrichius och familjen Cetoniidae. Inga underarter finns listade i Catalogue of Life.